# Rafael Arace
Rafael Daniel Arace Gargaro (Caracas, Venezuela; 22 de mayo de 1995) es un futbolista venezolano que juega como centrocampista y juega en la Academia Puerto Cabello Club de Fútbol de la Primera División de Venezuela.

## Biografía
Se inició en las inferiores de Deportivo Petare, club en el que debutó como profesional en 2012. En el equipo parroquial, jugó 70 partidos y anotó solo 4 goles. Desde muy joven fue considerado como una de las promesas de su club.

### Caracas FC (2017-2018)
En 2017 Arace fue traspasado al equipo de su ciudad natal Caracas, donde jugó 50 partidos y anotó 5 goles, en sus 2 años de estadía en el club. Además jugó la Copa Sudamericana 2017 y Copa Sudamericana 2018 donde llegó a los octavos de final.
Luego de haber perdido el titularato, en el primer semestre de 2019, fue enviado a préstamo por un año al Aragua, donde jugó 24 partidos y anotó 6 goles.

### Unión Española (2019-2020)
Luego de su gran semestre, fue visto por equipos del extranjero, desechando una oferta de Santiago Wanderers de Chile y La Equidad de Colombia. En el segundo semestre de 2019, Arace tuvo su primera experiencia en el extranjero, luego de que fue fichado a préstamo por un año con opción de compra por Unión Española de la Primera División de Chile. Jugó 15 partidos y anotó 3 goles. Finalmente, el equipo chileno decide no comprar el pase del jugador.
El 9 de noviembre del 2020, fue traspasado a Coquimbo Unido. Allí jugó la Copa Sudamericana 2020.

### Cobreloa (2025)
El 31 de diciembre de 2024, Es anunciado como nuevo jugador de Cobreloa para disputar la Primera B de Chile, tras solo 5 partidos entre Copa Chile y Campeonato nacional, el 6 de mayo de 2025 tras mutuo acuerdo, deja el club.

## Clubes
| Club                    | País      | Año              |
| ----------------------- | --------- | ---------------- |
| Deportivo Petare        | Venezuela | 2013-2016        |
| Caracas F.C             | Venezuela | 2017-2018        |
| Aragua F.C              | Venezuela | 2019             |
| Unión Española          | Chile     | 2019-2020        |
| Coquimbo Unido          | Chile     | 2020-2021        |
| Aragua F.C              | Venezuela | 2021             |
| Deportivo La Guaira     | Venezuela | 2022-2024        |
| Cobreloa                | Chile     | 2025             |
| Academia Puerto Cabello | Venezuela | 2025- Actualidad |